# Rupert von Trapp
Rupert von Trapp (Pola, 1º novembre 1911 – Stowe, 22 febbraio 1992) è stato un cantante austriaco naturalizzato statunitense, fu un membro della Trapp Family Singers, la cui vita servì da ispirazione, a Rodgers e Hammerstein, per scrivere il musical The Sound of Music dove apparve nel personaggio di "Friedrich".

## Biografia
Nacque dieci mesi dopo il matrimonio dei suoi genitori. Suo padre era Georg Ludwig von Trapp (1880-1947) e sua madre Agathe Whitehead (1891-1922). Von Trapp crebbe a Zell am See durante la prima guerra mondiale con i suoi fratelli, Agathe von Trapp (1913-2010), Maria Franziska von Trapp (1914-2014), Werner von Trapp (1915-2007), Hedwig von Trapp (1917-1972) e Johanna von Trapp (1919-1994). La sorella minore, Martina von Trapp (1921-1951), nacque a Klosterneuburg (Austria), mentre la Trapp Family si era spostata da Zell-am-See a seguito dell'allagamento della loro casa situata sulle rive del lago omonimo. Prima di abitare nella casa al lago, la famiglia aveva vissuto in una fattoria chiamata "Erlhof" vicina alla casa della madre della moglie di von Trapp e delle sue sorelle.
Nel 1922, Agathe Whitehead morì di scarlattina e venne sepolta a Klosterneuburg. In quel tempo Rupert aveva undici anni. Nel 1925, la famiglia si spostò a Aigen un sobborgo di Salisburgo. Rupert entrò, insieme al fratello Werner, alla scuola pubblica mentre le sue sorelle andarono a studiare nel vicino convento delle orsoline.
Nel 1927, suo padre Georg Ludwig von Trapp, sposò Maria Augusta Kutschera, l'insegnante delle sue sorelle Maria Franziska e Johanna. Georg e Maria Augusta ebbero tre figli: Rosemarie von Trapp, Eleonore von Trapp e Johannes von Trapp. Rupert studiò medicina e divenne un cittadino austriaco. I suoi hobby erano suonare la fisarmonica ed il pianoforte. Successivamente, nel coro di famiglia, cantò da basso. Nel 1938 ebbe la possibilità di un lavoro a Vienna ma dovette rifiutare in quanto il posto era inibito ai dottori di origine ebraica. La famiglia lasciò l'Austria nell'estate di quell'anno e si trasferì negli Stati Uniti. A quell'epoca Rupert aveva circa 25 anni. Nel 1942 dovette interrompere l'attività canora nel Gruppo di famiglia e, assieme al fratello Werner, fu richiamato alle armi e destinato in Italia con la 10th Mountain Division.
Nel 1947, pochi mesi dopo la morte del padre Georg Ludwig, nel maggio dello stesso anno, sposò Henriette Lajoie, da cui ebbe sei figli, ed abbandonò il coro di famiglia. Nello stesso anno si laureò alla University of Vermont, divenendo poi cittadino statunitense nel 1948.
Morì nel 1992, all'età di 80 anni e venne sepolto nei Trapp Family Lodge Grounds, ovvero nelle vicinanze della casa di famiglia nel Vermont, assieme al padre, la matrigna e le sorelle Hedwig e Martina; in seguito vennero inumati vicino loro il fratello Werner e le altre sorelle, fatta eccezione di Johanna.